# Pont de Tourville-la-Rivière
Le viaduc ferroviaire de Tourville franchit la Seine sur une longueur de 186 mètres entre la commune de Tourville-la-Rivière et l'île aux Bœufs (l'autre viaduc ferroviaire d'Oissel partant de cette même île et enjambant la Seine pour rejoindre Oissel).

## Situation ferroviaire
Ce viaduc est situé au point kilométrique 124,869 de la ligne de Paris-Saint-Lazare au Havre.

## Historique
Ce pont est construit à l'instar du viaduc d'Eauplet pour les besoins de la ligne de Paris-Saint-Lazare - Rouen mise en service en 1843.
En septembre 1914, un commando allemand est envoyé pour faire sauter ce viaduc. 
Comme d'autres ponts normands sur la Basse Seine, les combats de 1940 en firent un enjeu stratégique militaire dès juin : le récit du combat de Pont-de-l'Arche des 8 au 10 juin en témoigne.